# Spinning Around
Spinning Around är en danspoplåt framförd av den australiska sångerskan Kylie Minogue och producerad av Mike Spencer. Den är skriven av Ira Shickman, Osborne Bingham, Kara DioGuardi och Paula Abdul. Sången återfinns på Minogues sjunde studioalbum Light Years. Sången blev en megahit och utgjorde Minogues comeback.

## Prestanda på hitlistorna
"Spinning Around" var en kommersiell framgång och i Australien nådde förstaplatsen den 2 juli 2000 på ARIA Charts. Sången var certifierade guld av Australian Recording Industry Association. Följande vecka gick sången till nummer fem och den stannade i Top 10 i fyra på varandra följande veckor totalt. Sången stannade för totalt 12 veckor på hitlistorna i Australien och blev senare certifierade platina av ARIA för försäljning av 70.000 exemplar. Sången utvecklades väl i Nya Zeeland och debuterte på nummer åtta på RIANZ Singles Chart och senare nå andraplatsen. Den stannade 17 veckor på listorna och blev certifierad guld av Recording Industry Association of New Zealand för försäljning av 7.500 exemplar.
"Spinning Around" nådde förstaplatsen på UK Singles Chart den 1 juli 2000, och blev Minogues första singel som nådde förstapladsen på ett decennium. Sången var Minogues femte singel på förstaplatsen i Storbritannien, och blev certifierade silver av British Phonographic Industry för försäljning av 200.000 exemplar.

## Musikvideo
Musikvideon visar Minogue som dansar utmanande på en nattklubb i avslöjande gyllene hotpants. 

## Format- och låtlista
Brittisk CD 1
1. "Spinning Around" – 3:28
2. "Spinning Around" (Sharp Vocal Mix) – 7:04
3. "Spinning Around" (7th Spinnin' Dizzy Dub) – 5:23
4. "Spinning Around" (Video)

Brittisk CD 2
1. "Spinning Around" – 3:28
2. "Cover Me with Kisses" – 3:08
3. "Paper Dolls" – 3:34

Europeisk CD 1
1. "Spinning Around" – 3:28
2. "Cover Me with Kisses" – 3:08
3. "Paper Dolls" – 3:34
4. "Spinning Around" (Sharp Vocal Mix) – 7:04
5. "Spinning Around" (Video)

## Listplaceringar
| Lista (2000)                        | Topplacering |
| ----------------------------------- | ------------ |
| Australien (ARIA Charts)            | 1            |
| Belgien (Ultratop 50 Flandern)      | 35           |
| Belgien (Ultratop 50 Vallonien)     | 39           |
| Frankrike (SNEP)                    | 28           |
| Tyskland (Media Control Charts)     | 62           |
| Irland (IRMA)                       | 4            |
| Nederländerna (Mega Single Top 100) | 31           |
| Nya Zeeland (RIANZ)                 | 2            |
| Schweiz (Schweizer Hitparade)       | 34           |
| Sverige (Sverigetopplistan)         | 42           |
| Storbritannien (UK Singles Chart)   | 1            |